# Delphacodes pallecips
Delphacodes pallecips är en insektsart som först beskrevs av Géza Horváth 1897.  Delphacodes pallecips ingår i släktet Delphacodes och familjen sporrstritar. Inga underarter finns listade i Catalogue of Life.